# Chalenata fumosa
Chalenata fumosa là một loài bướm đêm trong họ Noctuidae.